# آق‌کول (آلماتی)
آق‌کول (به قزاقی: Aqkol) یک منطقهٔ مسکونی در قزاقستان است که در استان آلماتی واقع شده‌است.